# Аль-Бируни (лунный кратер)
Кратер Аль-Бируни (лат. Al-Biruni) — древний ударный кратер на обратной стороне Луны за восточным лимбом, на севере от Моря Краевого. Название дано в честь великого учёного из Хорезма Абу Рейхан Мухаммед ибн Ахмед аль-Бируни (973—1048) и утверждено Международным астрономическим союзом в 1970 г. Образование кратера относится к нектарскому периоду.

## Описание кратера
Ближайшими соседями кратера являются кратер Жолио на севере; кратеры Ломоносов и Эдисон на северо-северо-востоке; кратер Дзевульский на северо-востоке; кратер Попов на востоке; кратер Годдард на юго-западе. На западе от кратера находится вихреподобная структура, имеющая неофициальное название Краевой вихрь. Селенографические координаты центра кратера 18°04′ с. ш. 92°37′ в. д. / 18,07° с. ш. 92,62° в. д., диаметр 80,41 км, глубина 2,79 км.
Кратер имеет полигональную форму с небольшим выступом в северо-восточной части, внутренний склон вала значительно шире в западной части. Высота вала над окружающей местностью составляет 1340 м, объём кратера составляет приблизительно 5400 км³. Дно чаши кратера сравнительно ровное, без особенных структур. Центральный пик отсутствует. В северо-восточной части чаши располагается сателлитный кратер Аль-Бируни С.
Несмотря на то, что кратер находится на обратной стороне Луны, благодаря лунным либрациям часть кратера периодически доступна для наблюдений с Земли.

## Сателлитные кратеры
| Аль-Бируни | Координаты                                            | Диаметр, км |
| ---------- | ----------------------------------------------------- | ----------- |
| С          | 18°25′ с. ш. 93°04′ в. д. / 18,42° с. ш. 93,06° в. д. | 9,5         |